# Augusto Vieira Soares
Augusto Luís Vieira Soares (São João do Souto, Braga, 5 de outubro de 1873 — Vizela , 7 de junho de 1954) foi um advogado, professor do Instituto dos Pupilos do Exército e administrador de empresas, filiado no partido Republicano Português, que exerceu diversos cargos políticos de relevo, entre os quais o de Procurador-Geral da República, de governador civil, de Ministro da Justiça e de Ministro dos Negócios Estrangeiros em vários governos. Ocupava o lugar de Ministro dos Negócios Estrangeiros quando ocorreu a declaração de guerra com a Alemanha, a 9 de março de 1916.

## Biografia
Nasceu em São João do Souto, concelho de Braga, filho de João Pedro Soares e de sua esposa, Maria Madalena Vieira. Acabado o ensino liceal, parte para Coimbra, formando-se em Direito, com apenas 24 anos. Durante a sua passagem pela Universidade de Coimbra aderiu aos ideais republicanos, o que o levou a ser preso em 1908.
Após a implantação da República Portuguesa em 5 de outubro de 1910, foi governador civil do Distrito de Coimbra (1912-1913), do Distrito de Braga (1913-1914) e do Distrito de Santarém (1915). Foi eleito deputado ao Congresso da República em 1915.
A primeira passagem pelas funções governativas ocorreu quando foi nomeado Ministro dos Negócios Estrangeiros, em funções de 12 de dezembro de 1914 a 25 de janeiro de 1915, acumulando como Ministro da Justiça e dos Cultos interino no período de 12 de dezembro a 21 de dezembro de 1914, do 8.º governo republicano, presidido por Victor Hugo de Azevedo Coutinho. Este governo, efémero como a maioria dos executivos da Primeira República Portuguesa, ficaria jocosamente conhecido como o «Governo dos Miseráveis de Victor Hugo».
Foi um dos mais persistentes membros dos governos republicanos, pois voltou a assumir a pasta dos Negócios Estrangeiros no 11.º governo republicano, presidido por José de Castro, emfunções de 17 de maio a 29 de novembro de 1915, sobrevivendo à queda daquele governo e transitando para o 12.º governo republicano, presidido por Afonso Costa, em funções de 29 de novembro de 1915 a 15 de março de 1916. Voltou a permanecer no governo aquando da transição para o 13.º governo republicano, o Ministério da União Sagrada, presidido por António José de Almeida, em funções de 16 de março de 1916 a 25 de abril de 1917, transitando novamente para o 14.º governo republicano, liderado por Afonso Costa, em funções de 25 de abril a 8 de dezembro de 1917. Ocupava o lugar de Ministro dos Negócios Estrangeiros quando ocorreu a declaração de guerra com a Alemanha, a 9 de março de 1916, permanecendo nas funções ao longo de todo o período crítico da entrada de Portugal na Primeira Guerra Mundial, o que explica a sua sobrevivência naquela pasta apesar das repetidas mudanças de governo.
Foi presidente do Banco Industrial Português, desde a sua fundação em 1920 até à sua extinção em 1924. Foi também administrador da Caixa Geral de Depósitos, administrador da Companhia de Moçambique (criada em 1891, com delegações em Zambézia e Sofala) e administrador-delegado da Companhia do Boror. Foi sócio da Companhia de Cerâmica Lusitana, que teve uma monumental encomenda de tijolos para a construção da Praça de Toiros do Campo Pequeno.
Casou em Vizela com Elisa Alice de Freitas Torres, filha primogénita do ilustre médico hidrologista, Dr. Abílio Torres,  primeiro director clínico da Companhia de Banhos de Vizela. Faleceu a 7 de junho de 1954, com 81 anos de idade, estando sepultado em jazigo de família no Cemitério de Barrosas, freguesia de Idães, Felgueiras. Foi condecorado com a grã-cruz da Ordem da Torre e Espada, a grã-cruz da Ordem de Isabel a Católica de Espanha e a Legião de Honra de França.
Por disposição testamentária da sua viúva, em dezembro de 1967 foi registada a Fundação Torres Soares, com fins filantrópicos, que operou o Asilo Torres Soares, hoje Lar Torres Soares, em Vizela.